# Pomniki przyrody w powiecie grodziskim
Na terenie powiatu grodziskiego w województwie mazowieckim znajdują się następujące pomniki przyrody:
- dąb szypułkowy – (Quercus robur)
- grab zwyczajny (pospolity) – (Carpinus betulus)
- kasztanowiec zwyczajny (pospolity, biały) – (Aesculus hippocastanum L.)
- lipa drobnolistna – (Tilia Cordata)
- topola biała (białodrzew) – (Populus alba)
- wiąz szypułkowy – (Ulmus laevis Pall.)

## gmina Baranów

### Boża Wola
- Lipa drobnolistna

obwód: 310 cm
wysokość: 27 m
adres: Parkowa 2
bliższa lokalizacja: w parku przy narożniku ogrodzenia.

### Kaski
- Wiąz szypułkowy

obwód: 325 cm
wysokość: 24 m
bliższa lokalizacja: teren przykościelny, ok. 8 m od kościoła.
- Wiąz szypułkowy

obwód: 280 cm
wysokość: 22 m
bliższa lokalizacja: cmentarz, rośnie wśród grobów ziemnych i murowanych, alejki nieutwardzone.

### Osiny
- Dąb szypułkowy

wiek: 200 lat
obwód: 375 cm
wysokość: 20 m
bliższa lokalizacja: 135 m od zbiornika p. pożarowego, na między wśród pól uprawnych

## gmina Grodzisk Mazowiecki

### Grodzisk Mazowiecki
| nr | Lokalizacja | nazwa polska                                                                                                   | nazwa łacińska                       | obwód                 | wysokość       |
| -- | --- | --- | ------------------------------------ | --------------------- | -------------- |
| 1  | Topolowa 68 | aleja grabowa: grab pospolity (160 szt.)                                                                       | Carpinus betulus                     | 30-110                | 8-10           |
| 2  | teren Przedszkola nr 3 | wiąz szypułkowy Przedszkolak                                                                                   | Ulmus laevis                         | 335                   | 25             |
| 3  | Bartniaka 13 A | wiąz szypułkowy Uczeń                                                                                          | Ulmus laevis                         | 305                   | 25             |
| 4  | Skarb Państwa/w zadrzewieniu ulicznym, po zachodniej stronie ulicy, obok zakładu „Polfa” (ul. Poniatowskiego nr 5)                                                                | dąb szypułkowy                                                                                                 | Quercus robur                        | 335                   | 22             |
| 5  | Skarb Państwa/od strony ulicy, przed budynkiem Komendy Policji w Grodzisku Mazowieckim                                                                                            | dąb szypułkowy Posterunkowy                                                                                    | Quercus robur                        | 285                   | 18             |
| 6  | Szczęsna 1 | lipa drobnolistna                                                                                              | Tilia cordata                        | 325                   | 23             |
| 7  | ul. Bartniaka w centralnej części parku miejskiego | cyprysik błotny                                                                                                | Taxodium districhum                  | 205                   | 18             |
| 8  | przed Pływalnią Miejską „Wodnik-2000” ul. J. Montwiłła 41 | głaz narzutowy                                                                                                 | migmatyt                             | 830                   | 2,50           |
| 9  | teren parku miejskiego | grupa drzew dąb szypułkowy (4 szt.)                                                                            | Quercus robur                        | 357, 365, 471, 290    | 19, 24, 21, 18 |
| 10 | obok dworku PTTK | grupa drzew lipa drobnolistna (3szt.)                                                                          | Tilia cordata                        | 313, 283, 230         | 21, 24, 24     |
| 11 | Skarb Państwa/teren parku przy zabytkowym pałacu wiąz szypułkowy- przy linii rozgraniczającej od strony północnej, modrzew syberyjski- obok budynku byłej portierni ul. Szkolna 2 | grupa drzew: wiąz szypułkowy, modrzew syberyjski                                                               | Ulmus laevis, larix sybirica         | 350, 220              | 23, 22         |
| 12 | ul. Okólna 1 w parku wiejskim „Kaprys” | grupa drzew: platan klonolistny; buk pospolity                                                                 | Platanus acerifolia, Fagus silvatica | 320, 270              | 20, 20         |
| 13 | Urząd Miasta i Gminy Grodzisk Maz., Mazowieckie Przedsiębiorstwo Produkcji Wikliniarskiej /w Parku „Kruszyna”                                                                     | grupa drzew klon srebrzysty (4 szt.)                                                                           | Acer saccharinum                     | na wys. 0,9 m 470-640 | 20             |
| 14 | Park miejski im. hr. Skarbków | 4 drzewa: dąb szypułkowy Henryk, dąb szypułkowy Aleksander, jesion wyniosły Hieronim, jesion wyniosły Wojciech | Quercus robur, Fraxinus excelsior    | 463, 283, 247, 275    | n              |

### Adamowizna Stara
- dąb szypułkowy (5 szt.)

obwód: 375, 310, 290, 240, 200 cm
wysokość: 25 m
adres: Adamowizna 90
bliższa lokalizacja: p. Chełmoński/ na skraju parku wiejskiego, obok pól ornych, przy szlaku turystycznym

### Putka
- dąb szypułkowy

obwód: 320 cm
wysokość: 20 m
bliższa lokalizacja: obok zabudowań biurowych Spółdzielni Pracy – Spółdzielczość w Putce
- wiąz szypułkowy

obwód: 305 cm
wysokość: 18 m
bliższa lokalizacja: po zachodniej stronie drogi Państwowej w linii rozgraniczającej, ok. 3 m od korony drogi

### Radonie
- lipa drobnolistna

obwód: 300 cm
wysokość: 24 m
bliższa lokalizacja: przy skrzyżowaniu dróg Opypy – Radonie i Radonie – Grodzisk Mazowiecki

### Wężyk
- grab pospolity

obwód: 170 cm
wysokość: 15 m
bliższa lokalizacja: p. Wiśniewski na polu ornym, ok. 150 m na południe od zabudowań
- lipa drobnolistna (3 szt.)

obwód: 305, 245, 240 cm
wysokość: 18 m
bliższa lokalizacja: p. Chachłacz/ w zabudowaniach (podwórze) gospodarczych
- kasztanowiec pospolity; lipa drobnolistna

obwód: 335; 290 cm
wysokość: 20; 20 m
bliższa lokalizacja: p. Wiśniewski obok zabudowań mieszkalnych

## gmina Milanówek
- dąb szypułkowy – 129 stanowisk
- dąb czerwony – 3 stanowiska
- lipa drobnolistna – 16 stanowisk
- modrzew europejski
- sosna zwyczajna – 3 stanowiska
- topola biała – 3 stanowiska
- topola włoska
- klon jawor
- grusza polna – 2 stanowiska
- wiąz pospolity
- morwa
- aleja dębów włoskich
- aleja kasztanowa
- aleja lipowa